# Jaan Kross
Jaan Kross (19. února 1920 Tallinn – 27. prosinec 2007) byl estonský spisovatel.
Jaan Kross absolvoval práva na Univerzitě Tartu, na které i do roku 1946 krátce působil jako lektor. Během německé okupace Estonska za druhé světové války byl v roce 1944 vězněn po dobu šesti měsíců. V roce 1946 byl deportován sovětskými okupanty do sibiřského gulagu, ze kterého se směl vrátit do Estonska až v roce 1954. Po svém návratu do vlasti začal působit jako spisovatel.
Známou se stala jeho prozaická tetralogie Mezi třemi morovými ranami z roku 1970.
Za svá díla byl několikrát nominován na Nobelovu cenu za literaturu.

## Překlady
- Blázen Jeho Veličenstva (Keisri hull). Lidové nakladatelství, Praha 1985. Přel. z estonštiny Vladimír Macura.
- Blázen Jeho Veličenstva (výňatek z Keisri hull). Výběr z nejzajímavějších knih 1985, 3, s. 12–13. Přel. z estonštiny Vladimír Macura.
- Čtvero monologů o svatém Jiří (Neli monoloogi Püha Jüri asjus). Sovětská literatura 1973, 4, s. 90–118. Přel. z ruštiny Jaroslav Piskáček.
- Dedukce policejního komisaře Sancheze. Tvorba 1975, 36, příl. LUK, s. 1. Přel. z estonštiny V.M. (Vladimír Macura).
- Hodina na otáčecí židli (Neli monoloogi Püha Jüri asjus – Michelsoni immatrikuleerimine – Stahli grammatikka – Pöördtoolitund). Lidové nakladatelství, Praha 1977. Přel. z ruštiny Jaroslav Piskáček.
- Inkolát generálmajora Michelsona (Michelsoni immatrikuleerimine). Světová literatura 19, 1974, 2, s. 31–68. Přel. z ruštiny Ervína Moisejenková.
- Michelsonova imatrikulácia (SK). Sovětská literatura 1974, 7, s. 61–112. Přel. Viktória Slobodníková.
- Nebeský kámen (Taevakivi). Sovětská literatura 1976, 10, s. 3–96. Přel. z ruštiny Jaroslav Piskáček.
- Podmíněnost faktu (rozhovor). Sovětská literatura 1976, 10, s. 158 – 161.
- Smysl pro rovnováhu (rozhovor). Sovětská literatura 1973, 4, s. 118–125.
- Ten, kdo odděluje uhlí od kamene – Vodní hodiny – Chvíle – Těsně – Objevení světa – (Úryvek z poémy). In Zvony v jezerech. Československý spisovatel, Praha 1977, s. 79–90. Přel. z estonštiny Vladimír Macura.
- Tři morové rány (Kolme katku vahel). Plav! Měsíčník pro světovou literaturu 6, 2010, 12, s. 16–19. Přel. z estonštiny Milan Michael Horák.
- Ústupky v zájmu dohody (Kolmandad mäed, Čas na vraščajuščemsja stule, Nebesnyj kameň). Odeon, Praha 1980. Přel. z estonštiny Vladimír Macura a z ruštiny Jaroslav Piskáček.
- Velký Estonec. Sovětská literatura 1978, 1, s. 154–161.
- Věrnost, kompromisy a fanatismus (rozhovor). Nová doba 1990, 4, s. 46–47.

## Recenze
- POSPÍŠIL, Ivo. Hledání jistot (Hodina rovnodennosti). Rovnost 91, 1976, 226, s. 5.
- MACURA, Vladimír. Malé romány o velkých kompromisech. Zemědělské noviny 34, 1978, 208, 4.9., s. 2.
- KÖNIGSMARK, Václav. Hodina přítomnosti, hodina historie (Hodina na otáčecí židli). Literární měsíčník 6, 1977, 6, s. 108–109.
- (vv) (VACÍK, Miloš). Nevšední prózy z Estonska (Hodina na otáčecí židli). Lidová demokracie 33, 1977, 94, s. 5.